# Leptopoecile elegans
Leptopoecile elegans là một loài chim trong họ Aegithalidae.